# Tu-124

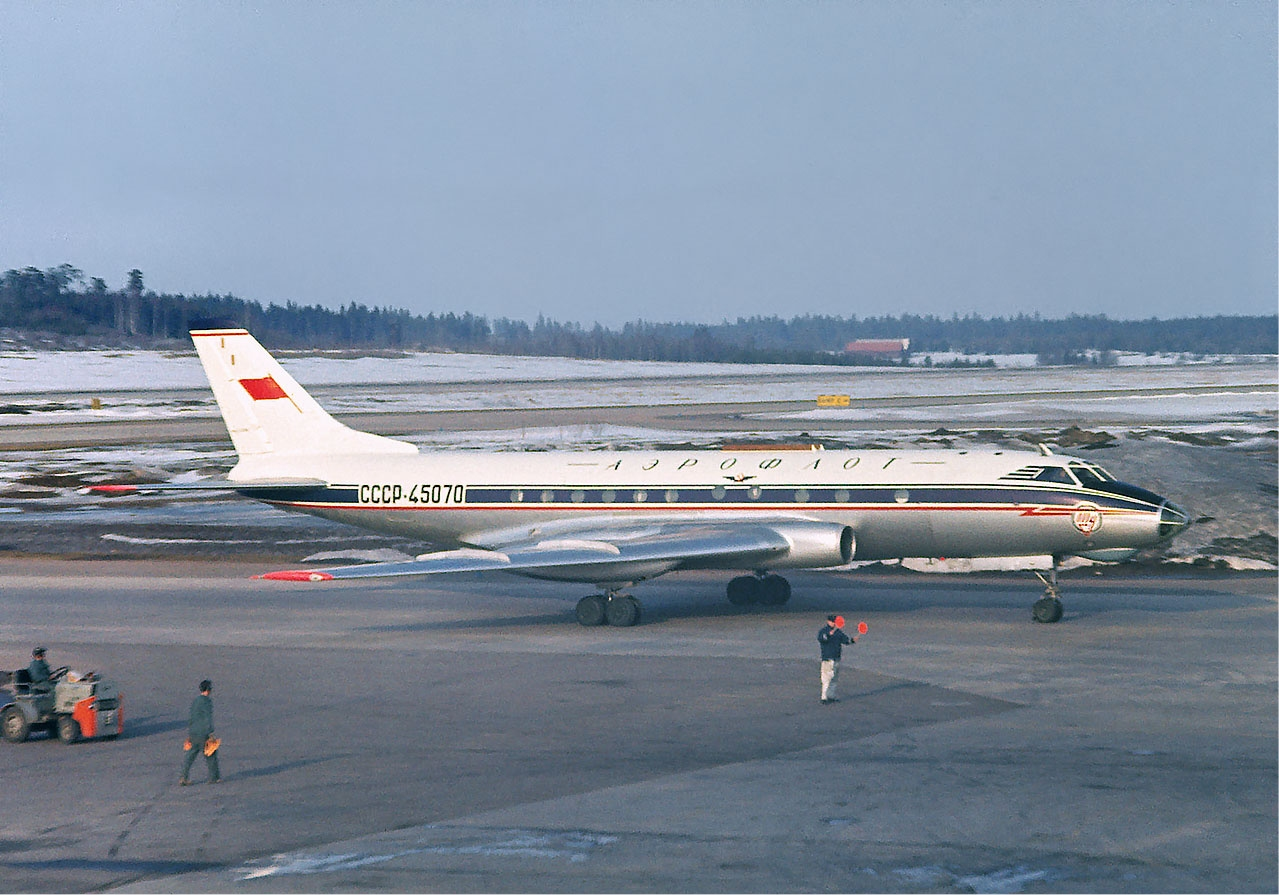
Tu-124 Aerofłotu na lotnisku w Arlandzie w 1966

Tu-124 (ros. Ту-124) – radziecki dwusilnikowy samolot pasażerski, skonstruowany w biurze konstrukcyjnym Tupolewa. Zaprojektowany w oparciu o wcześniejszy model samolotu Tu-104. W znacznym stopniu pomniejszona o ok. 1/4 jego wersja. 
W wersji podstawowej miał 56 miejsc pasażerskich. Produkowano również inne wersje, które były wyposażane z  przeznaczeniem dla VIP-ów i dla wojska.
Wykorzystywany w barwach sowieckiego Aerofłotu, czechosłowackich ČSA, wschodnioniemieckiego Interflugu i irackich Iraqi Airways. W wersjach specjalnych (wojskowych) używany, oprócz ZSRR, w Czechosłowacji, NRD, Iraku, Chinach i Indiach.
Łącznie wybudowano 165 samolotów tego typu. Zastąpiony został przez model Tu-134.

## Wersje
- Tu-124/Tu-124V – wersja podstawowa, nie cieszyła się dużym zainteresowaniem przewoźników
- Tu-124K/Tu-124K2 – wersja dla VIP-ów
- Tu-124SH1/Tu-124SH2 – wersje dla wojska
- Tu-134 – uważany za następcę Tu-124

## Użytkownicy cywilni
- CSA Czech Airlines
- Interflug
- Iraqi Airways
- Aerofłot

## Użytkownicy wojskowi
- Chiny
- Czechosłowacja
- NRD
- Indie
- Irak
- ZSRR

## Najważniejsze wypadki i katastrofy
- 8 marca 1965 - katastrofa lotu Aerofłot 448, samolot Tu-124 CCCP-45028 rozbił się podczas startu na lotnisku w Samarze. W wyniku katastrofy śmierć poniosło 25 osób.
- 18 sierpnia 1970 - samolot Tu-124V OK-TEB linii lotniczych CSA musiał awaryjnie lądować na lotnisku w Zurychu. Obyło się bez ofiar, jednak samolot został poważnie uszkodzony i nie wrócił do służby w CSA.